# Sergej Lomanov Jr
Sergej Sergejevitj Lomanov (ryska: Сергей Сергеевич Ломанов), född 2 juni 1980 i Krasnojarsk, är en rysk bandyspelare. Han är son till Sergej Lomanov och räknas till en av världens bästa anfallare. Hans moderklubb är IK Sirius. Säsongen 2016-17 spelade han i Elitserien, där han representerade IFK Vänersborg.

## Meriter
- 2014: VM-guld med Ryssland
- 2015: VM-guld med Ryssland